# Ян Голенда
Ян Голенда (чеськ. Jan Holenda, нар. 22 серпня 1985, Прага) — чеський футболіст, що грав на позиції нападника.
Виступав, зокрема, за клуб «Спарта» (Прага), а також молодіжну збірну Чехії.

## Клубна кар'єра
Народився 22 серпня 1985 року в місті Прага. Вихованець футбольної школи клубу «Спарта» (Прага). Дорослу футбольну кар'єру розпочав 2003 року в основній команді того ж клубу, в якій провів один сезон, взявши участь у 0 матчах чемпіонату. 
Згодом з 2004 по 2007 рік грав у складі команд «Дрновиці», «Слован», «Динамо» (Ч. Будейовіце), «Спарта» (Прага) та СІАД (Мост).
Своєю грою за останню команду знову привернув увагу представників тренерського штабу клубу «Спарта» (Прага), до складу якого повернувся 2007 року. Цього разу відіграв за празьку команду наступні три сезони своєї ігрової кар'єри.
Протягом 2010—2017 років захищав кольори клубів «Анжі», «Ростов», «Том», «Вікторія» (Пльзень), «Богеміанс 1905» та «Вікторія» (Пльзень).
Завершив ігрову кар'єру у команді «Дукла» (Прага), за яку виступав протягом 2017—2019 років.

## Виступи за збірні
У 2000 році дебютував у складі юнацької збірної Чехії (U-15), загалом на юнацькому рівні взяв участь у 27 іграх, відзначившись 2 забитими голами.
Протягом 2006–2007 років залучався до складу молодіжної збірної Чехії. На молодіжному рівні зіграв у 14 офіційних матчах, забив 6 голів.